# Tormenta tropical Mekkhala (2015)
La tormenta tropical severa Mekkhala, conocido en las Filipinas como la tormenta tropical Amang (designación internacional: 1501, designación JTWC: 01W), fue el primer ciclón tropical en el hemisferio norte de 2015 que tocó tierra sobre las Filipinas en el mes de enero. El Mekkhala mató a dos personas, provocó varios accidentes y modificaciones en la agenda del papa Francisco durante su visita al país. Aunque el tifón provocó un accidente aéreo en Tacloban, nadie salió herido. El nombre Mekkhala fue aportado por Tailandia y hace referencia al ángel del trueno de la mitología indochina e hindú «Mani Mekkhala» (มณีเมขลา) en tailandés.
El sistema se convirtió a tormenta tropical el 14 de enero. Sin embargo, el Mekkhala se intensificó lentamente debido a su centro expuesto y condiciones marginales, hasta que empezó a fortalecerse rápidamente el 16 de enero. Tocó tierra sobre la región de Sámar Oriental el 17 de enero. Debido a su interacción con tierra, el Mekkhala se debilitó a tormenta tropical un día y medio después y se debilitó aún más a depresión tropical el 18 de enero bajo la influencia de una cizalladura vertical de viento fuerte.

## Historial meteorológico
Los orígenes del Mekkhala se remontan a una perturbación tropical, que se formó aproximadamente a 390 kilómetros al sursudoeste de Pohnpei, Estados Federados de Micronesia a inicios del 9 de enero. El sistema permaneció desorganizado hasta que el Centro Conjunto de Advertencia de Tifones (JTWC por sus siglas en inglés) emitiera una Alerta de Formación de Ciclón Tropical (TCFA por sus siglas en inglés) a finales del 12 de enero, cuando la convección empezó a profundizarse con bandas nubosas adhiriéndose a su centro de circulación de magnitud baja (LLCC por sus siglas en inglés) lentamente consolidada. Después, la Agencia Meteorológica de Japón (JMA por sus siglas en inglés) promovió al área de baja presión como una depresión tropical a inicios del 13 de enero, así mismo la JTWC lo denominó como la depresión tropical Uno-W (01W) en la tarde cuando la JMA inició a emitir avisos al mismo tiempo. Aunque la convección profunda fue desplazada al noroeste de un expuesto centro de circulación a inicios del 14 de enero, la JMA lo promovió a tormenta tropical y lo nombró: Mekkhala, bajo la influencia de una cizalladura vertical de viento moderada compensada por un excelente frente de ráfaga polarizada. A finales del mismo día, la PAGASA nombró la tormenta como: Amang cuando entró al Área de Responsabilidad Filipina. Desplazándose al oeste-noroeste y luego al oeste a lo largo de la periferia sur de una cresta subtropical de magnitud baja o mediana, el Mekkhala fue promovido a tormenta tropical por la JTWC a inicios del 15 de enero, debido a su estructura ligeramente mejorada.

Imagen de satélite que capta al Mekkhala tocando tierra sobre las Filipinas.

El Mekkhala se sometió a la fase de rápida intensificación el 16 de enero debido a condiciones favorables y por el movimiento de la cizalladura vertical de viento al este, que resultó en una disminución de ésta mientras un frente de ráfaga robusta divergente persistía. Por lo tanto, la JMA promovió al sistema a tormenta tropical severa a mediodía, mientras la JTWC lo promovió a tifón seis horas después, cuando la nubosidad central densa se había fortalecido y totalmente oscureció al centro de circulación. Las imágenes en microondas revelaron después que el Mekkhala había formado una pared de ojo rásgada. El sistema alcanzó su pico de intensidad a las 00:00 UTC del 17 de enero con vientos sostenidos en 10 minutos de 110 km/h, aunque operacionalmente se había determinado que el Mekkhala alcanzó la categoría de tifón y que presentó vientos de 130 km/h. Luego de debilitarse ligeramente, el Mekkhala se desplazó al noroeste y tocó tierra sobre la ciudad de Dolores, Sámar Oriental de las Filipinas alrededor de las 15:00 PST u Hora Estándar Filipina (07:00 UTC), donde el tifón Hagupit tocó tierra el mes pasado.
La JMA y la JTWC lo degradaron a tormenta tropical debido a la interacción con tierra que debilitó al sistema significativamente. La estructura del sistema se erosionó más cuando cruzó la región de Bicolandia el 18 de enero, provocando su degradación a depresión tropical por la JTWC en la tarde, cuando giró al norte y emergió al mar de las Filipinas. A finales del mismo día, la JMA degradó al sistema a depresión tropical, brevemente antes que la JTWC emitiera su aviso final sobre el sistema, el cual su centro de circulación se expuso totalmente y despojado totalmente de su convección profunda por la cizalladura vertical de viento fuerte. La depresión tropical giró lentamente al noreste y mantuvo su centro de circulación expuesto al este de Luzón, hasta que el sistema fuera absorbido completamente por un frente estacionario a inicios del 20 de enero.

## Impacto

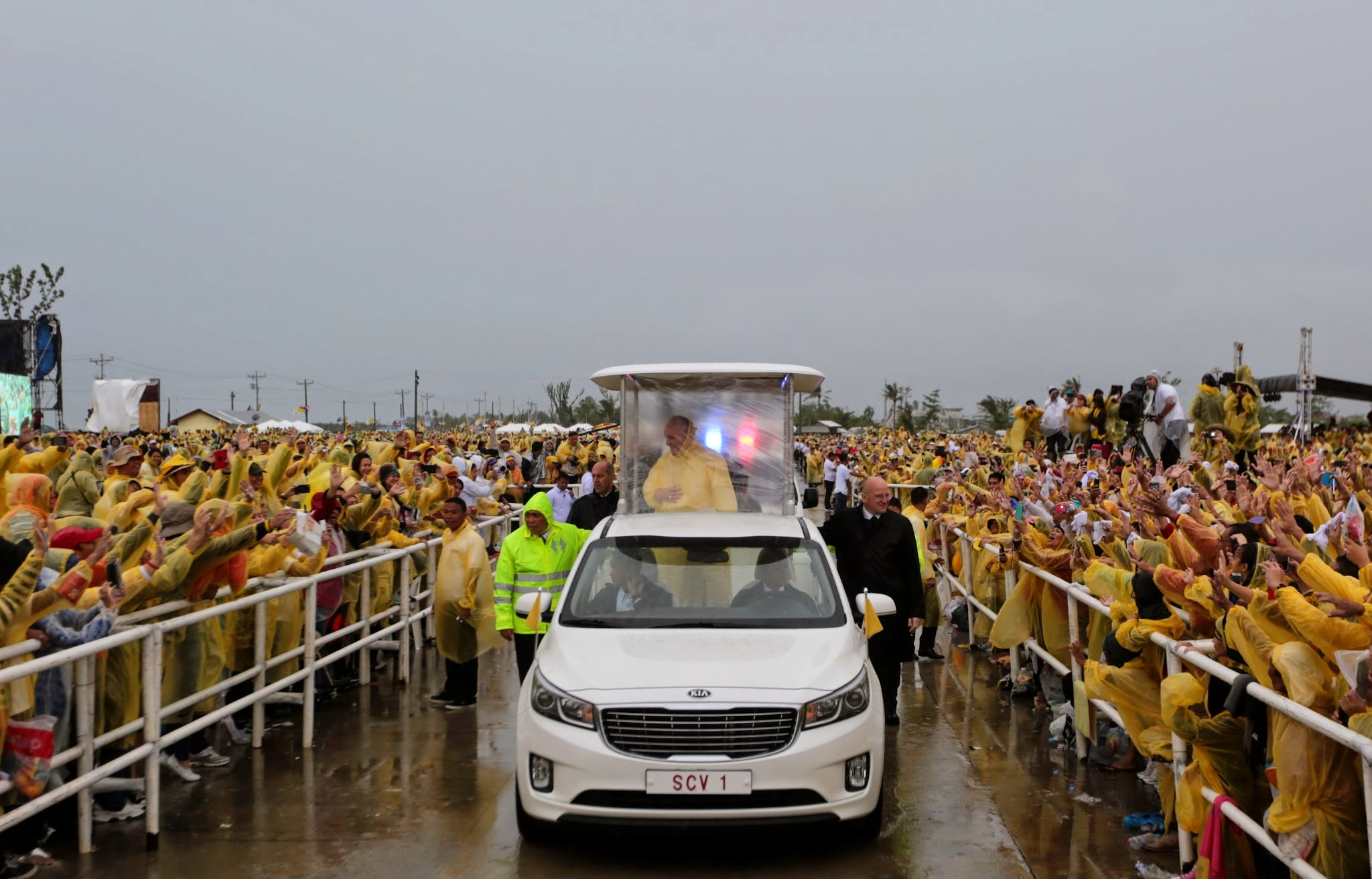
Los efectos del Mekkhala se hicieron sentir durante la visita del papa Francisco a Tacloban. En esta imagen, se puede ver al Papa y a los peregrinos con impermeables amarillos en el aeropuerto de la ciudad, en medio de la lluvia y los fuertes vientos.

El Mekkhala, conocido también como la tormenta tropical Amang, mató a tres personas en la región filipina de Bicolandia. Los daños en la región totalizaron los 318,7 millones de pesos filipinos (USD $7,1 millones, en su mayoría de la agricultura. Además, la tormenta provocó daños en la agricultura de 30,3 millones de pesos (USD $680.250) en Sámar. Por todo el país, 48 casas fueron totalmente destruidas mientras que 490 sufrieron daños significativos. Las pérdidas en las carreteras alcanzaron los 49,7 millones de pesos filipinos (USD $1,1 millones) que rápidamente fueron reparadas el 21 de enero. Una persona se ahogó en Virac, Catanduanes, mientras que una voluntaria de la región de Bicolandia, quien trabajaba para la Catholic Relief Services en Salcedo, Sámar Oriental, murió al caerle encima unos parlantes debido al colapso del andamio provocado por los vientos huracanados durante la Misa Papal en el aeropuerto Daniel Z. Romuáldez de Tacloban, provincia de Leyte.
Para consolar al pueblo de Tacloban quienes sufrieron el desastre devastador provocado por el tifón Haiyan o Yolanda en 2013, el papa Francisco visitó a la ciudad devastada el 17 de enero. Sin embargo, la agenda del sumo pontífice fue significativamente afectada por la tormenta Mekkhala, propiciando a miles de peregrinos e incluso al Papa mismo a usar un impermeable amarillo durante la misa bajo la lluvia en el aeropuerto. Varios minutos después que el avión, que llevaba al Papa, dejara el aeropuerto, un jet privado se salió de la pista de aterrizaje por los fuertes vientos del Mekkhala y eventualmente se estrelló. Afortunadamente, los 15 pasajeros del avión quedaron a salvo, incluyendo a muchos oficiales del gabinete del gobierno filipino.